# Fiat Marea

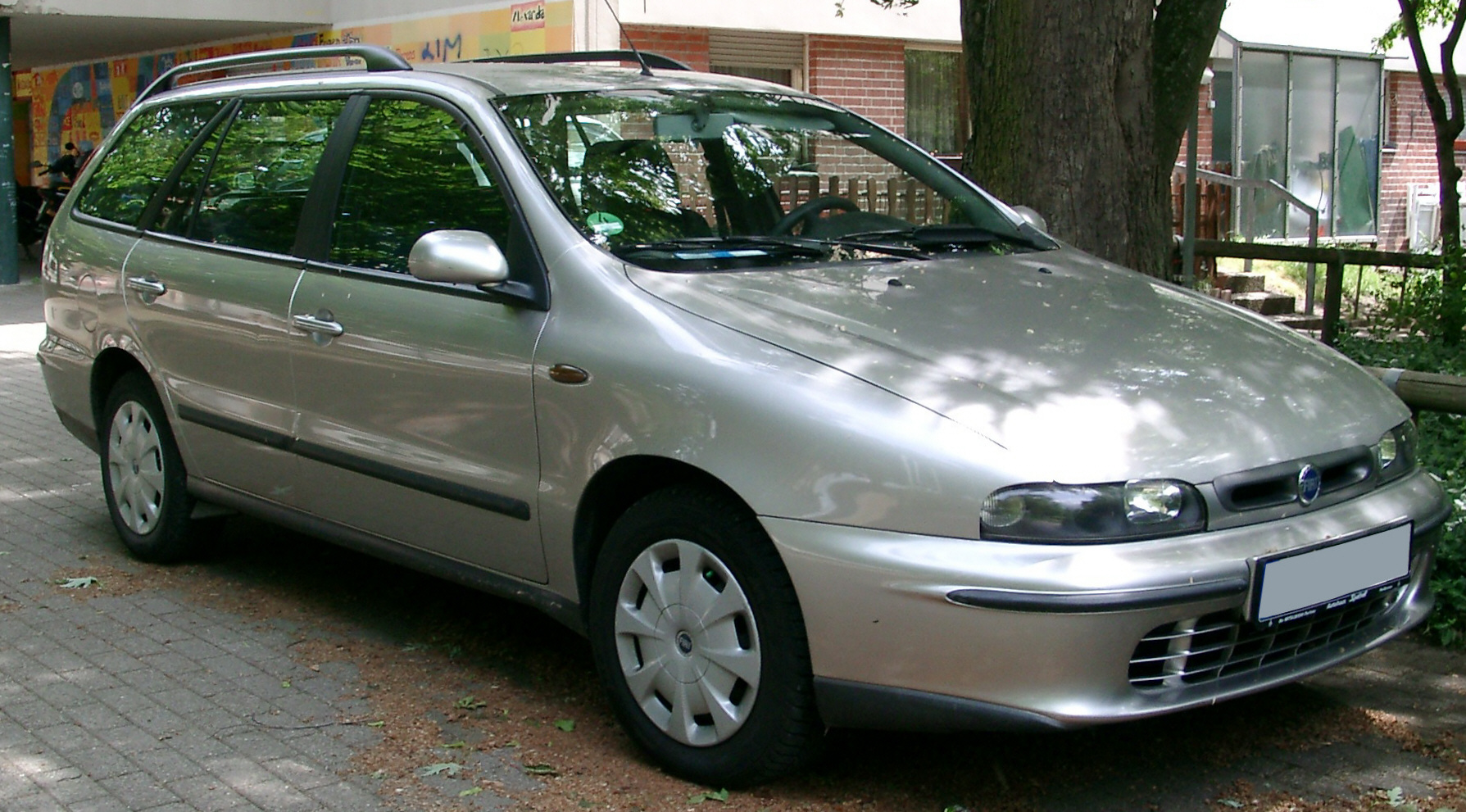
Fiat Marea Weekend

Fiat Marea je automobil nižší střední třídy italského výrobce aut Fiat. Začal se vyrábět v roce 1996. Vychází z modelů nižší střední třídy Bravo/Brava. Ve výrobě nahradil z Tipa vycházející model Tempra. Nástupcem sedanu je Fiat Linea, nástupce kombi je Fiat Stilo Multivagon. Vyráběl se ve dvou karosářských verzích: sedan a kombi Weekend. Kombi Weekend převzalo od předchůdkyně, Tepmry S.W., nápad sklopného zadního nárazníku, který v případě potřeby snižoval nákladovou hranu zavazadlového prostoru.
Modernizací prošel vůz v roce 1999, v interiéru je hlavní změnou grafika přístrojů palubní desky – místo půlkruhových jsou nyní kulaté.

## Výroba
Fiat Marea se začal vyrábět v roce 1996 v Itálii, kde výroba skončila v roce 2002 a v roce 1998 v Brazílii a Turecku, kde skončila až v roce 2007.

## Motory
Fiat Marea se vyráběl s 11 motory, 5 benzínovými, 5 turbodieselovými a jedním BiPower

### Benzín
- 1,4 l I4 o výkonu 81 k
- 1,6 l I4 o výkonu 103 k
- 1,8 l I4 o výkonu 113 k, od roku 2000 zvýšen výkon na 132 k
- pětiválec 2,0 l 20V I5 o výkonu 156 k
- pětiválec 2,4 l 20V I5 o výkonu 160 k
- pětiválec 2,0 l 20V I5 turbo o výkonu 182 k

### Diesel
- 1,9 l turbodiesel I4 o výkonu 75 k
- 1,9 l turbodiesel I4 o výkonu 100 k
- pětiválec 2,4 l turbodiesel I5 o výkonu 126 k
- 1,9 l JTD common-rail I4 o výkonu 105 k
- pětiválec 2,4 l JTD common-rail I5 o výkonu 130 k

### BiPower
- 1,6 l (schopný spalovat jak benzin, tak zemní plyn neboli CNG)